# High Halden
High Halden är en ort och civil parish i grevskapet Kent i sydöstra England. Orten ligger i distriktet Ashford, cirka 12,5 kilometer sydväst om Ashford. Tätorten (built-up area) hade 974 invånare vid folkräkningen år 2021.